# Claudette Soares
Claudette Colbert Soares (Rio de Janeiro, 31 de outubro de 1937) é uma cantora brasileira.

## Carreira
Começou sua carreira muito cedo: foi revelada no programa A raia miúda, de Renato Murce, na Rádio Nacional. Apresentou-se no programa da Rádio Mauá chamado Clube do Guri, de Silveira Lima. Depois também se apresentou no programa Papel Carbono, de Renato Murce. Na Rádio Tupi participou do programa Salve o Baião!, conhecendo Luiz Gonzaga, o Rei do Baião. Ele a apelidou de Princesinha do baião. Ainda na década de 1950, na Rádio Tamoio, ela apresentou ao lado de Ademilde Fonseca o programa No mundo do baião (programa de Zé Gonzaga, irmão do Luís).
Silvinha Telles chamou-a para substituí-la como cantora na boate do Plaza, no final da década de 1950. Dividiu o palco com Luiz Eça, João Donato, Baden Powell e Milton Banana e outros músicos. Participou do programa de TV - Brasil 60, da apresentadora de TV e atriz Bibi Ferreira, pela TV Excelsior - canal 9, de São Paulo. Divulgou as canções da Bossa Nova em São Paulo, nas casas noturnas Baiúca, Cambridge e João Sebastião Bar. Inaugurou a boate Ela, Cravo e Canela, junto com o pianista Pedrinho Mattar, apresentando o espetáculo Um show de show. Em 1967, compareceu ao programa de TV Jovem Guarda, da TV Record, (Rede Record), canal 7 de São Paulo, ocasião em que interpretou Como é grande o meu amor por você (Roberto Carlos). Casou-se com o músico Júlio César Figueiredo, em 1972. Seu grande sucesso, De tanto amor, foi um presente de casamento dado por Roberto Carlos, que foi seu padrinho. Veio a se divorciar na década de 1990. Tinha um projeto junto com Dick Farney de gravar uma série de músicas brasileiras, mas, com a morte do amigo, isso não foi possível. Claudette retomou à sua carreira artística, depois do seu divórcio. Fez turnês por Paris e Lisboa.

## Prêmios
- 1966 - Troféu Euterpe de "melhor cantora do ano";
- 1990 - Recebeu o título de Cidadã paulistana;
- 2010 - Agraciada com a Ordem do Ipiranga, no grau de Grande Oficial.[2]

## Festivais de música
- 1966 - I Festival Internacional da Canção - fase nacional - cantando Chorar e cantar (Vera Brasil/Sivan Castelo Neto)
- 1970 - V Festival Internacional da Canção (Fic) - fase nacional - interpretando a música Mundo novo, vida nova, de Gonzaguinha

## Espetáculos
- 1960 - "A noite do amor, do sorriso e da flor" - Faculdade de Arquitetura do Rio de Janeiro;
- 1966 - "Primeiro tempo 5x0" - junto com o cantor e compositor Taiguara e o Jongo Trio - direção: Miele/Bôscoli - realizado na casa noturna Rui Bar Bossa, e depois no Teatro Princesa Isabel;
- 1971 - "Fica combinado assim" - com Agildo Ribeiro e Pedrinho Mattar, no Teatro Princesa Isabel;
- 1991 - "Nova leitura" - Teatro Rival, no Rio de Janeiro;
- 1992 - "Não há mulheres iguais" - de Chiquinha Gonzaga à Rita Lee. Uma homenagem´`as maiores compositoras brasileiras;
- 1993 - "Claudette Soares interpreta Vinicius" - Homenagem à Vinicius de Moraes;
- 1996 - "Claudette en-canta Taiguara: Geração 70" - com acompanhamento da orquestra de cordas Cellos em Sampa - Memorial da América Latina, em São Paulo;
- 2000 - "Claudete Soares ao vivo" - gravado na casa noturna carioca Mistura Fina. Em comemoração aos seus 50 anos de carreira. Convidados: Roberto Menescal, Claudia Telles, Velha guarda da Mangueira, Lucinha Lins, Paulinho da Viola, Jorge Benjor, Fábio Júnior, Fafá de Belém, e outros mais;
- 2002 - "Claudette Soares & Leandro Braga, na casa noturna Mistura Fina, em Copacabana, no Rio de Janeiro;
- 2003 - "Pano de fundo" - com o pianista Marco Tommaso e do saxofonista Chico Costa, no Vinicius Piano Bar;
- 2005 - Retrospectiva da carreira, se apresentando no Botafogo Praia Shopping, Bingos Méier, Centro e Tijuca, no Rio de Janeiro, e Bingo Icaraí, em Niterói, e Sesc Teresópolis.

## Discografia

### 78rpm
- 1958 - Foi a noite - 78rpm

### Álbuns
- 1964 - A dona da bossa - longplay e compact disc - gravadora Mocambo
- 1966 - Primeiro tempo 5x0 - com Taiguara e Jongo Trio - LP - gravadora Philips
- 1967 - Claudette Soares - LP - gravadora Philips
- 1968 - Gil, Chico e Veloso por Claudette Soares - LP - gravadora Philips
- 1969 - Claudette Soares - LP - gravadora Philips
- 1969 - Quem não é a maior tem que ser a melhor - LP - gravadora Philips
- 1970 - Claudette nº 3 - LP - gravadora Philips
- 1971 - De tanto amor - LP - gravadora Philips
- 1974 - Você - LP - gravadora EMI-Odeon
- 1976 - Tudo isso é amor - com Dick Farney - LP/CD - gravadora EMI-Odeon
- 1976 - Fiz do amor meu canto - LP - gravadora EMI-Odeon
- 1977 - Tudo isso é o amor vol. 2 - com Dick Farney - LP - CD - gravadora EMI-Odeon
- 1995 - Vida real - CD - gravadora Imagem/Movieplay
- 2000 - Claudette Soares ao vivo - CD - gravadora Som Livre
- 2002 - Claudette Soares & Leandro Braga - CD - gravadora CIA
- 2007 - Foi a noite - homenagem a Tom Jobim e a Silvinha Telles.

### Participações Especiais
- 1960 - Nova geração em ritmo de samba - LP - gravadora Copacabana
- 1966 - Festivais dos festivais - LP - gravadora Philips
- 1967 - I Festival Universitário - LP - gravadora Philips
- 1968 - I Bienal do samba - LP - gravadora Philips
- 1969 - II Festival Universitário - LP - gravadora Philips
- 1970 - Pigmalião 70 - LP - gravadora Philips
- 1970 - Assim na Terra como no céu - LP - gravadora Philips
- 1972 - Tempo de viver - LP - gravadora PhonoGram
- 1972 - Os maiores sambas-enredo de todos os tempos - vol. 2 - LP - gravadora PhonoGram
- 1974 - A paulistana - LP/CD - gravadora Evento
- 1975 - Bossa nova, sua história, sua gente - LP - gravadora Philips
- 1976 - A música de Roberto Carlos - LP - gravadora PolyGram
- 1990 - Eu sei que vou te amar: a música de Vinicius de Moraes - LP - gravadora EMI-Odeon
- 1994 - O fino da bossa - CD - gravadora Velas
- 1994 - Chega de saudade: The best of Bossa nova - CD - gravadora EMI-Odeon
- 1996 - Tempos da Bossa nova - CD - gravadora Ventura Music
- 1996 - Bossa nova volume 1: o amor - CD - gravadora Albatroz
- 1996 - Bossa nova volume 2: o sorriso - CD - gravadora Albatroz
- 1996 - Bossa nova volume 3: a flor - CD - gravadora Albatroz
- 1997 - Casa da bossa - CD - gravadora PolyGram
- 2007 - Maysa - Esta chama que não vai passar - CD - gravadora Biscoito Fino
- 2007 - Dolores - A Música de Dolores Duran - CD - gravadora Lua Music
- 2016 - Mirianês Zabot canta Gonzaguinha - Pegou um Sonho e Partiu - CD - independente